# Jezioro Jezuickie

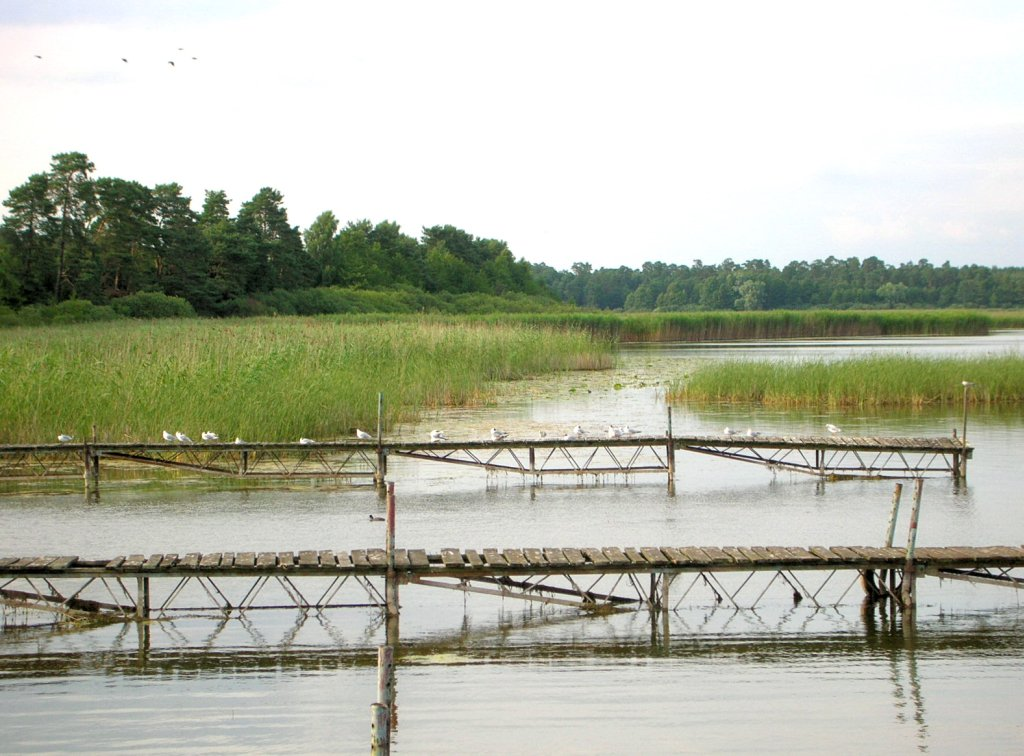
Pomosty rybackie w Chmielnikach

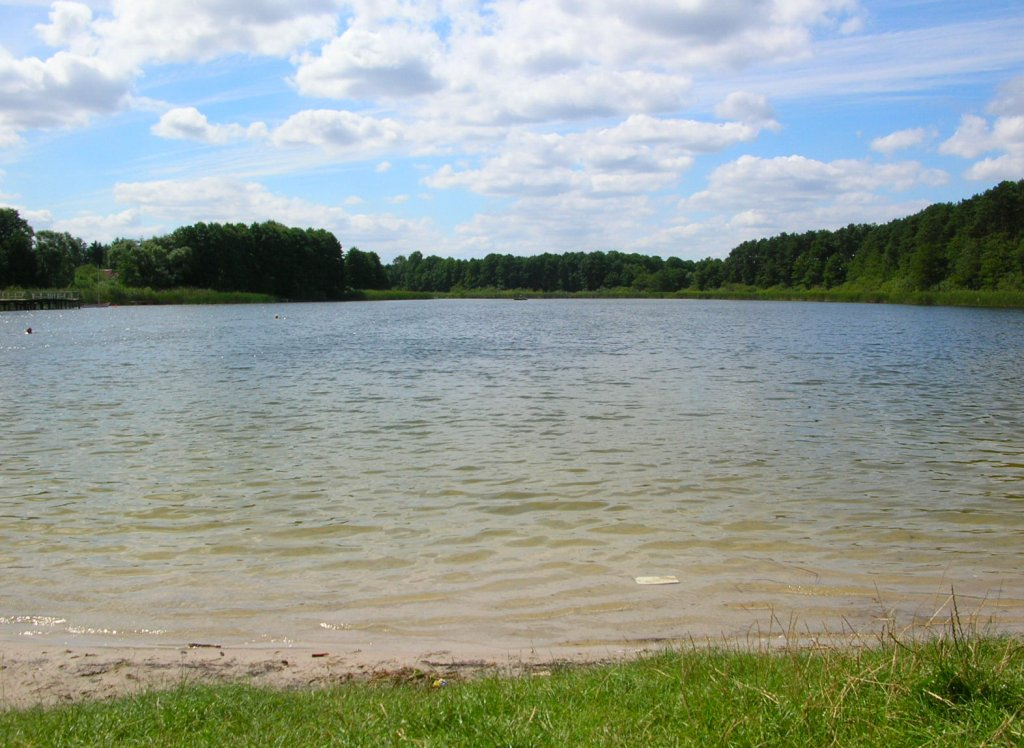
Izolowana zatoka północno-wschodnia

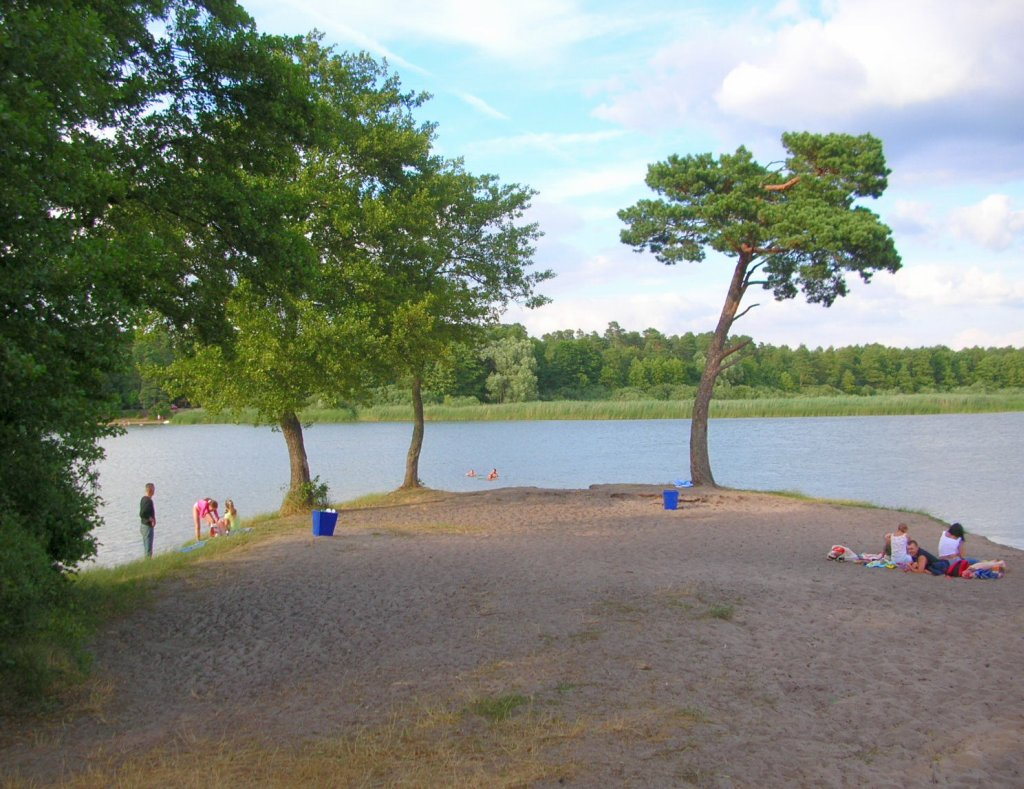
Półwysep w północnej części jeziora

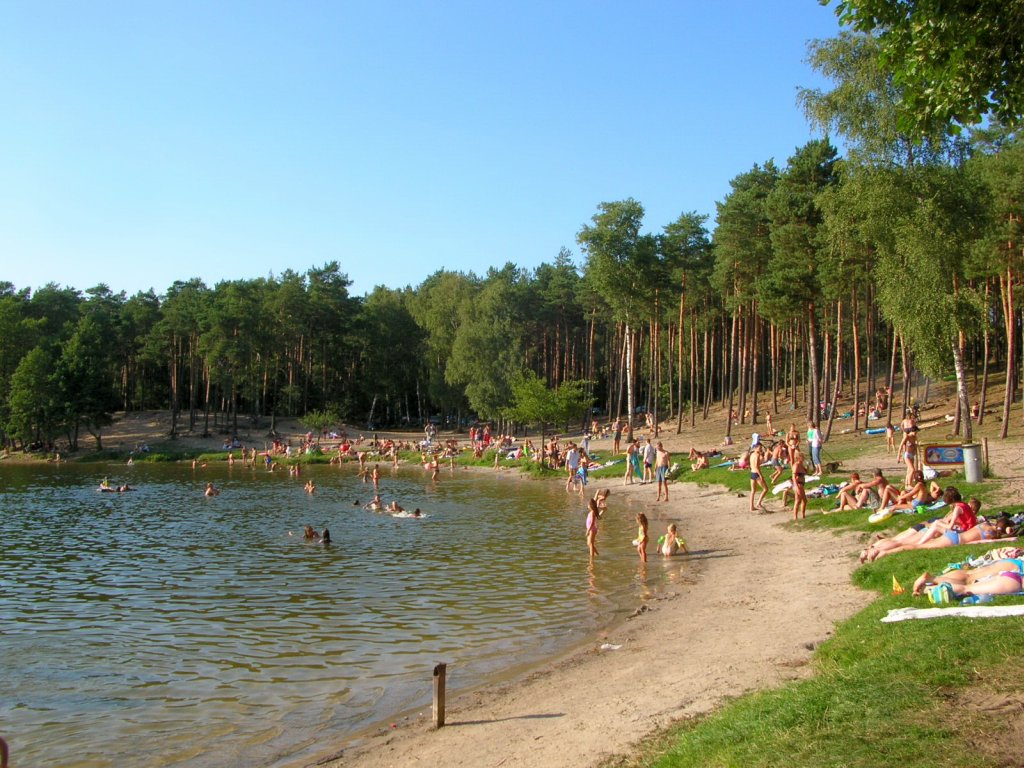
Plaża w Pieckach

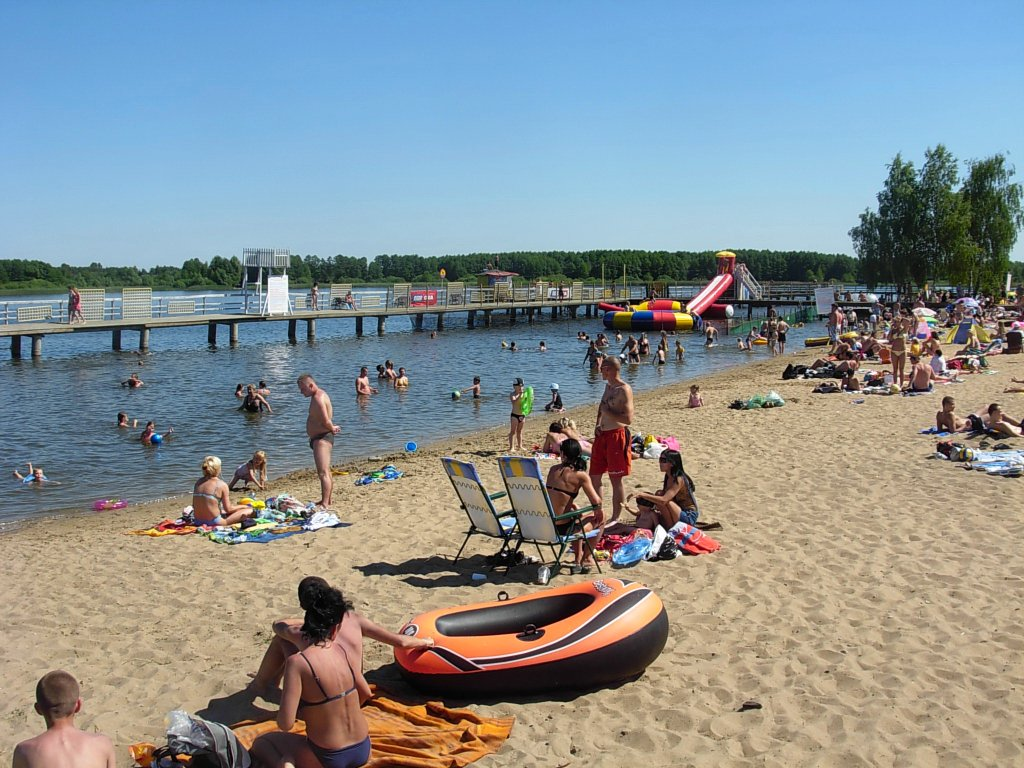
Plaża w Chmielnikach

Jezioro Jezuickie – jezioro wytopiskowe w Polsce, położone w środkowej części województwa kujawsko-pomorskiego, w powiecie bydgoskim i gminie Nowa Wieś Wielka, ok. 3,5 km na południowy wschód od miejscowości Brzoza i 10 km na południe od granic miasta Bydgoszczy. 
Dojazd nad jezioro ma usprawnić nowo wybudowana ścieżka rowerowa prowadząca z pobliskiej Nowej Wsi Wielkiej. W miejscowości tej osiedla się coraz więcej bydgoszczan ze względu na walory turystyczne (Puszcza Bydgoska) oraz dobre skomunikowanie z Bydgoszczą (linia podmiejska nr 99).
Jezioro Jezuickie znajduje się na terenie Obszaru Chronionego Krajobrazu Wydm Kotliny Toruńsko-Bydgoskiej.

## Charakterystyka fizycznogeograficzna
Pod względem fizycznogeograficznym, jezioro znajduje się w mezoregionie Kotliny Toruńskiej, który jest fragmentem makroregionu Pradoliny Toruńsko-Eberswaldzkiej. Powstało w niecce wytopiskowej, na skutek wytopienia się brył martwego lodu. Podobne niecki, o znacznie mniejszych rozmiarach znajdują się na północ od jeziora i zajęte są obecnie przez roślinność hydrofilną. Niecka jeziora Jezuickiego powstała na terenie wysokiej terasy pradolinnej, o wysokości bezwzględnej 70–75 m n.p.m., zaliczanej do poziomów erozyjno-akumulacyjnych. Terasa na obszarze położonym na północ i wschód od niecki została silnie zwydmiona w procesach eolicznych, które zaczęły się ok. 12 tys. lat temu, tuż po zakończeniu deglacjacji tego terenu, w okresie subfazy krajeńsko-wąbrzeskiej.
Jezioro stanowi relikt odpływu wód w okresie zlodowacenia bałtyckiego i należy do typu jezior dolinnych. Rzeźba terenu w otoczeniu jeziora jest zróżnicowana. W północnych fragmentach zlewni występują pagórki wydmowe o wysokościach dochodzących do 10 m, natomiast jej południowa część ma charakter równiny, wyniesionej 1–2 m ponad poziom lustra wody. W litologii podłoża dominują utwory piaszczyste. W części zachodniej i północnej porośnięte są borem sosnowym, zaś w części wschodniej i południowej są wykorzystywane rolniczo.

## Zlewnia
Zlewnia całkowita jeziora wynosi 103,2 km² i zajmuje przede wszystkim zalesione obszary Puszczy Bydgoskiej. W strukturze zagospodarowania ziemi w zlewni bezpośredniej ponad 80% udział posiadają lasy, 7,7% stanowią grunty orne a 7,1% użytki zielone, z tym, że trwają procedury planistyczne zmierzające do przekształcenia większości terenów rolnych na cele nierolnicze (głównie pod zabudowę mieszkaniową i letniskową).
Zlewnia bezpośrednia wynosi 20,25 km². Długość linii brzegowej jeziora wynosi 9,2 km. Całość zlewni należy do dorzecza Odry za pośrednictwem Nowego Kanału Noteckiego, który uchodzi do Noteci i dalej do Warty.
Głównym dopływem jeziora jest Kanał Złotnicki, który swój początek bierze na Równinie Inowrocławskiej, w gminie Złotniki Kujawskie, a następnie przepływa w pobliżu Nowej Wsi Wielkiej. Drugim z dopływów jest rów melioracyjny. Wloty obydwu cieków znajdują się w południowo-wschodniej części jeziora. Jedyną drogą odpływu wód jeziornych jest Struga Jezuicka w południowo-zachodniej części zbiornika, która swe wody prowadzi do Kanału Noteckiego.
Natężenie dopływu do jeziora wynosi od 0,3 m³/s (wiosną) do 0,1 m³/s (latem), zaś kanał odpływowy okresowo wysycha.

## Opis
Południowy brzeg jeziora jest płaski, natomiast od strony północnej przylegają do niego zalesione wzgórza wydmowe. Jezioro posiada dobrze rozwiniętą strefę szuwarową tworzącą na śródjeziornych wypłyceniach roślinne wysepki. W północno-wschodniej części jeziora znajdują się dwa zamknięte akweny, połączone z częścią centralną wąskimi przesmykami, które można przebyć w bród. Jezioro należy do zbiorników płytkich, największe zagłębienia dna zajmują jedynie około 7% całkowitej powierzchni.
Autonomicznym basenem jeziora jest jego zatoka północno-wschodnia, zwana Jeziorem Jezuickim Małym. Jest to akwen o wymiarach 400 × 120 m, którego 1/3 powierzchni zajmuje obszar wód o głębokości nie przekraczającej 1 m. Z uwagi na skąpe połączenie z głównym basenem jeziornym, wody zatoki posiadają wyższą jakość i przeźroczystość od wód akwenu głównego. Dno zapada się pod niewielkim kątem co sprawia, że strefa litoralu jest silnie rozwinięta, co sprzyja rozwojowi roślinności wodnej.

## Środowisko przyrodnicze
Jezioro intensywnie zarasta roślinnością szuwarową. Proces ten w zasadniczy sposób zmienił zarys linii brzegowej. Figurująca na dawnych planach batymetrycznych wyspa o pow. 8,8 ha została praktycznie włączona w stały ląd, a północna część jeziora z głównym plosem kontaktuje się dwoma płytkimi przesmykami o szerokości 3–4 metrów.
Na północ od jeziora, na puszczańskim terenie występują śródleśne oczka wodne. Obiekty te posiadają genezę wytopiskową lub zajmują międzywydmowe zagłębienia deflacyjne. Ich nieznaczne powierzchnie w większości zajęte są przez eutroficzną roślinność wodną. Są to cenne obiekty z uwagi na towarzyszącą im siedliska hydrofilne, które podnoszą bioróżnorodność i stanową ostoję dla dzikiej zwierzyny.

## Rybactwo
Jezioro użytkowane rybacko przez Polski Związek Wędkarski, reprezentuje typ sandaczowy.
Ilość stosowanych przez wędkarzy zanęt stanowi istotne źródło zanieczyszczeń wód.

## Jakość wód
Jezioro Jezuickie charakteryzuje się III stopniem podatności wód na degradację, co oznacza słabą odporność na działanie procesów eutrofizacyjnych wywołanych antropopresją. Do niekorzystnych cech zlewniowych jeziora należy przede wszystkim niewielka głębokość, co prowadzi do swobodnej cyrkulacji wód w całej objętości misy, podnoszącej żyzność jeziora. Od głębokości 5 m stwierdzono deficyt tlenowy, który obejmuje 1/3 powierzchni dna. Natomiast cechami korzystnymi są: dobrze rozwinięta wzdłuż linii brzegowej strefa roślinności szuwarowej, która stanowi skuteczną barierę dla ewentualnych zanieczyszczeń obszarowych.
Stan czystości wód Jeziora Jezuickiego był badany przez Wojewódzki Inspektorat Ochrony Środowiska w Bydgoszczy w 1992, 2001 i 2007 roku. W 1992 i 2001 r. stwierdzono III klasę czystości wód w basenie głównym i II klasę w izolowanej zatoce północno-wschodniej. Natomiast badania w 2007 r. stwierdziły dobry stan wód powierzchniowych. Jedynym parametrem zakwalifikowanym jako słaby był poziom tlenu w wodzie. Nie stwierdzono intensywnego rozwoju w jeziorze w okresie letnim sinic – organizmów uważanych za szczególnie uciążliwe przy rekreacyjnym wykorzystywaniu zbiorników wodnych.
Główne zagrożenie dla wód jeziora stanowi antropopresja: rekreacja i intensywna zabudowa letniskowa jego obrzeży, wraz ze sposobem prowadzenia gospodarki ściekowej na tych terenach. Dlatego szczególną wagę posiada ochrona zlewni jeziora przed zanieczyszczeniami, gdyż nie jest możliwe zmniejszenie jego znaczenia turystycznego.

## Rekreacja
Jezioro Jezuickie jest położone kilka kilometrów na południe od Bydgoszczy, co decyduje o jego funkcji rekreacyjnej dla mieszkańców miasta. W sezonie letnim rejon jeziora może zapewnić wypoczynek dla ok. 17 tys. osób. Dojazd od strony miasta jest dogodny poprzez drogę nr 25 Bydgoszcz-Inowrocław. Ponadto istnieje szlak rowerowy wiodący leśnymi duktami, poprzez ul. Dąbrowa i Puszczę Bydgoską do plaż na północnym brzegu jeziora.
Od wschodniej strony akwenu, w Prądocinie znajdują się tereny zabudowanych działek rekreacyjnych i pracowniczych ogrodów działkowych, o łącznej powierzchni ponad 50 ha.
Na brzegach znajduje się kilka plaż. Główna, strzeżona plaża wraz z pomostami, wypożyczalnią sprzętu wodnego, zapleczem gastronomicznym, zespołem hotelowym dla 80 osób oraz polem namiotowym dla około 100 osób znajduje się w miejscowości Chmielniki, w południowo-zachodniej części jeziora. Historia kąpieliska w tym miejscu sięga początków XX wieku. Po II wojnie światowej właścicielem obiektu były różne bydgoskie instytucje, m.in. Liga Morska (1945-1953), Liga Przyjaciół Żołnierza (1953-1956), Zarząd Zieleni Miejskiej (1956-1960), Miejskie Przedsiębiorstwo Gospodarki Komunalnej (1960-1974), Miejski Ośrodek Sportu, Turystyki i Wypoczynku (1974-1995), które wybudowały pomosty, wypożyczalnie sprzętu i zaplecze gastronomiczne. Obecnie istnieją tu dwa obiekty: prywatny i gminny, odwiedzane w sezonie przez 3 tys. osób dziennie. Dysponują one wypożyczalnią sprzętu wodnego z około 120 jednostkami pływającymi, obiektami gastronomicznymi, pomostem, polem namiotowym i stanowiskami dla przyczep campingowych.
Nad jezioro można dojechać nowo wybudowaną ścieżką rowerową prowadzącą z pobliskiej Nowej Wsi Wielkiej.
Kilka plaż znajduje się również w północnej, okolonej lasami części jeziora. Główna z nich, wraz z pomostem, znajduje się na wschodnim brzegu basenu północno-wschodniego w miejscowości Piecki. Dawniej znajdowały się także wypożyczalnia sprzętu wodnego i całoroczny, przypisany do Prądocina ośrodek szkoleniowo-wypoczynkowy PKP z 160 miejscami noclegowymi; w 2015 kolej sprzedała obiekt inwestorowi prywatnemu, który zamierza w nim prowadzić dom spokojnej starości, a w 2020 otworzył płatna plażę. Kolejne plaże zajmują brzeg północny basenu głównego, gdzie znajduje się również pole biwakowe. Charakterystycznym akcentem krajobrazowym w tej części jeziora jest półwysep z plażą.

## Szlaki turystyczne
W otoczeniu jeziora przebiega kilka znakowanych szlaków turystycznych:
- pieszy szlak turystyczny „Relaks”,
- pieszy szlak turystyczny „Wolnościowy”,
- pieszy szlak turystyczny „Komputerków”.

## Galeria

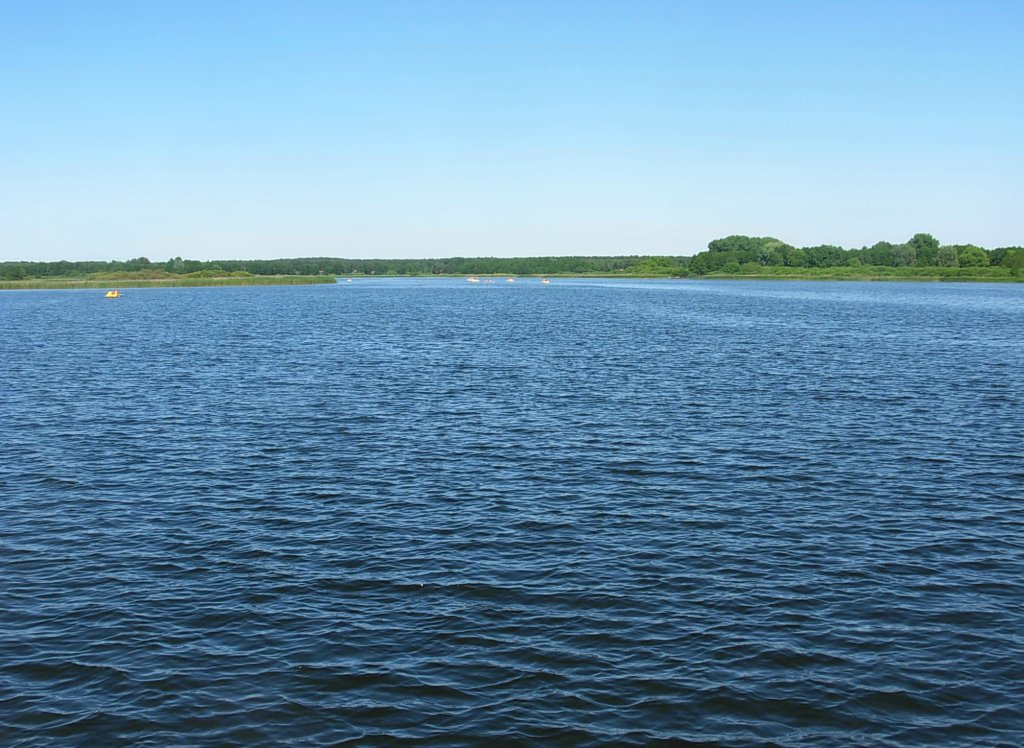
Akwen główny
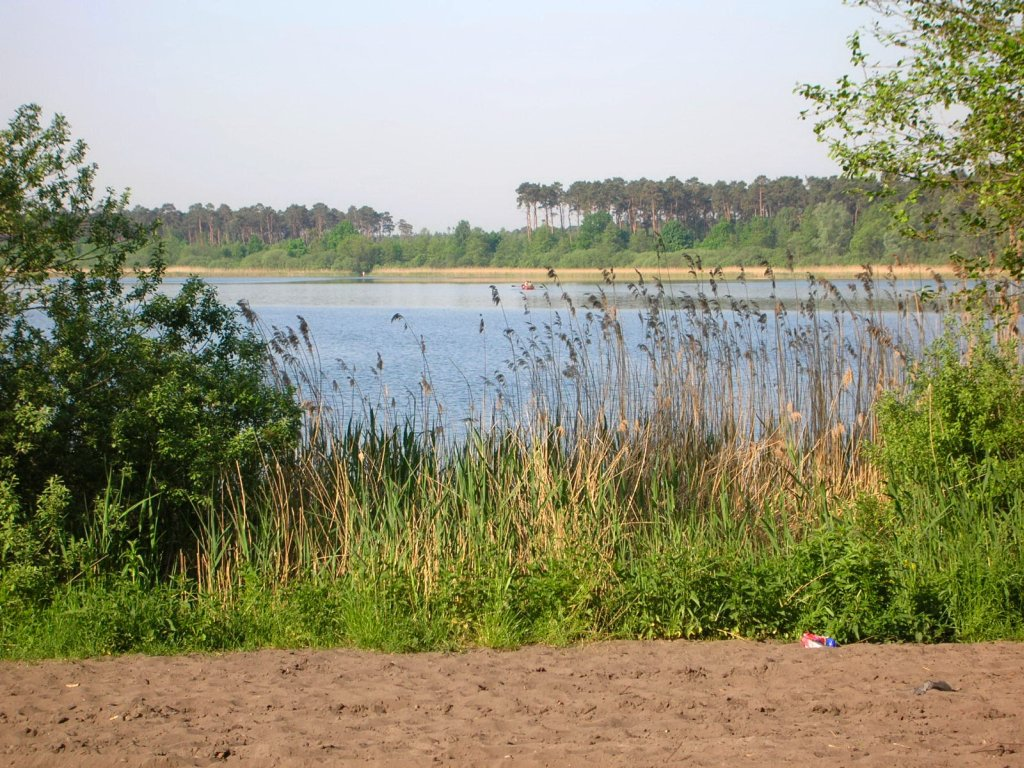
Szuwary nad brzegiem północnym
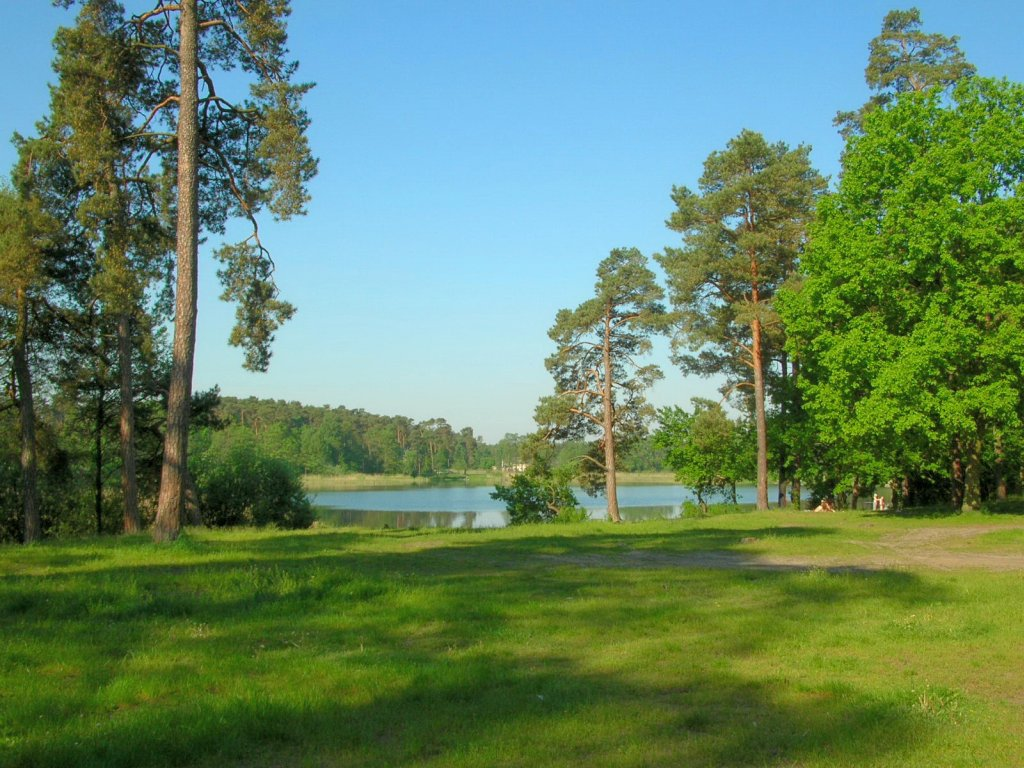
Pole biwakowe w Pieckach – widoczna zatoka północno-zachodnia
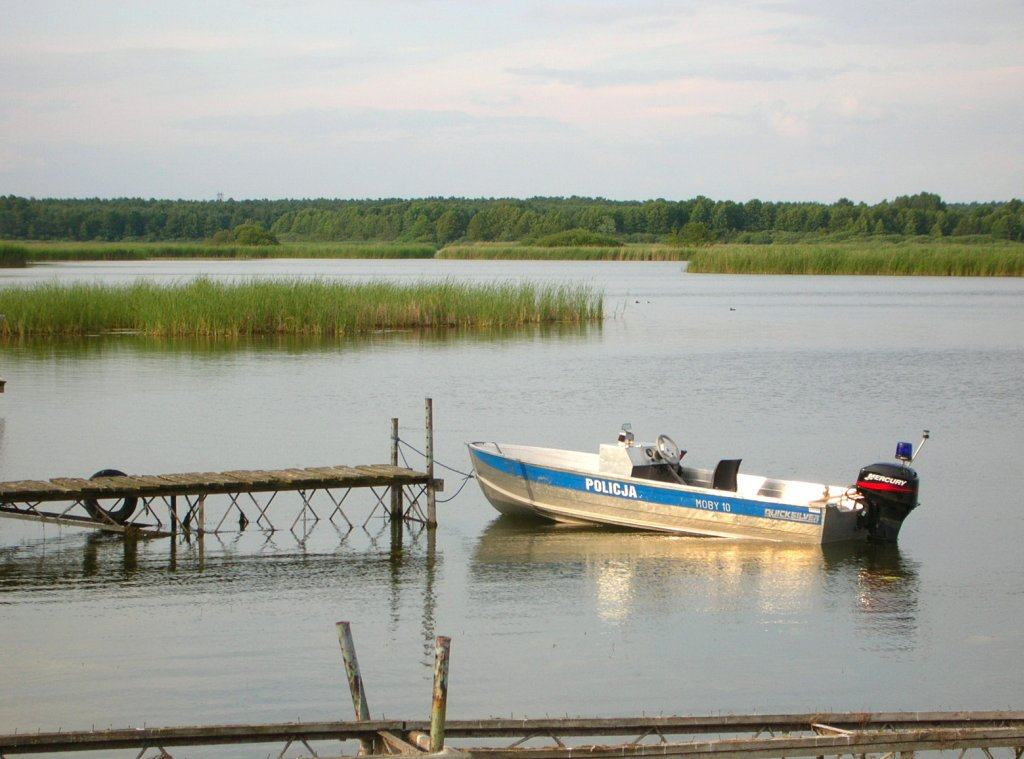
Policyjna motorówka
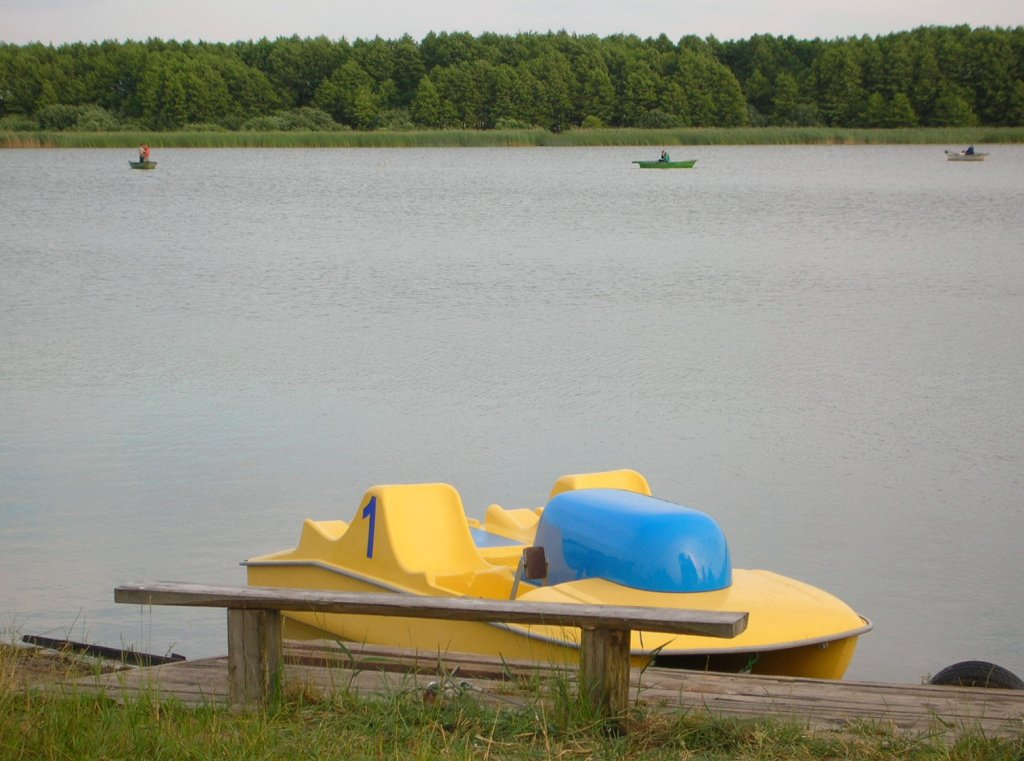
Rower wodny
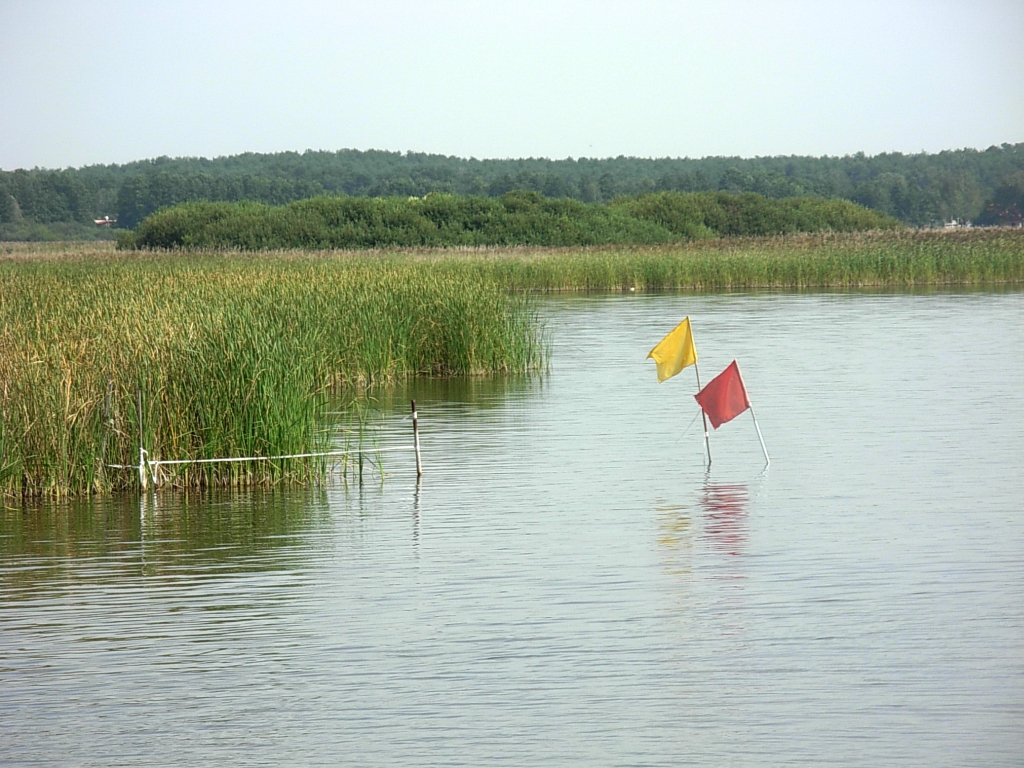
Szuwary
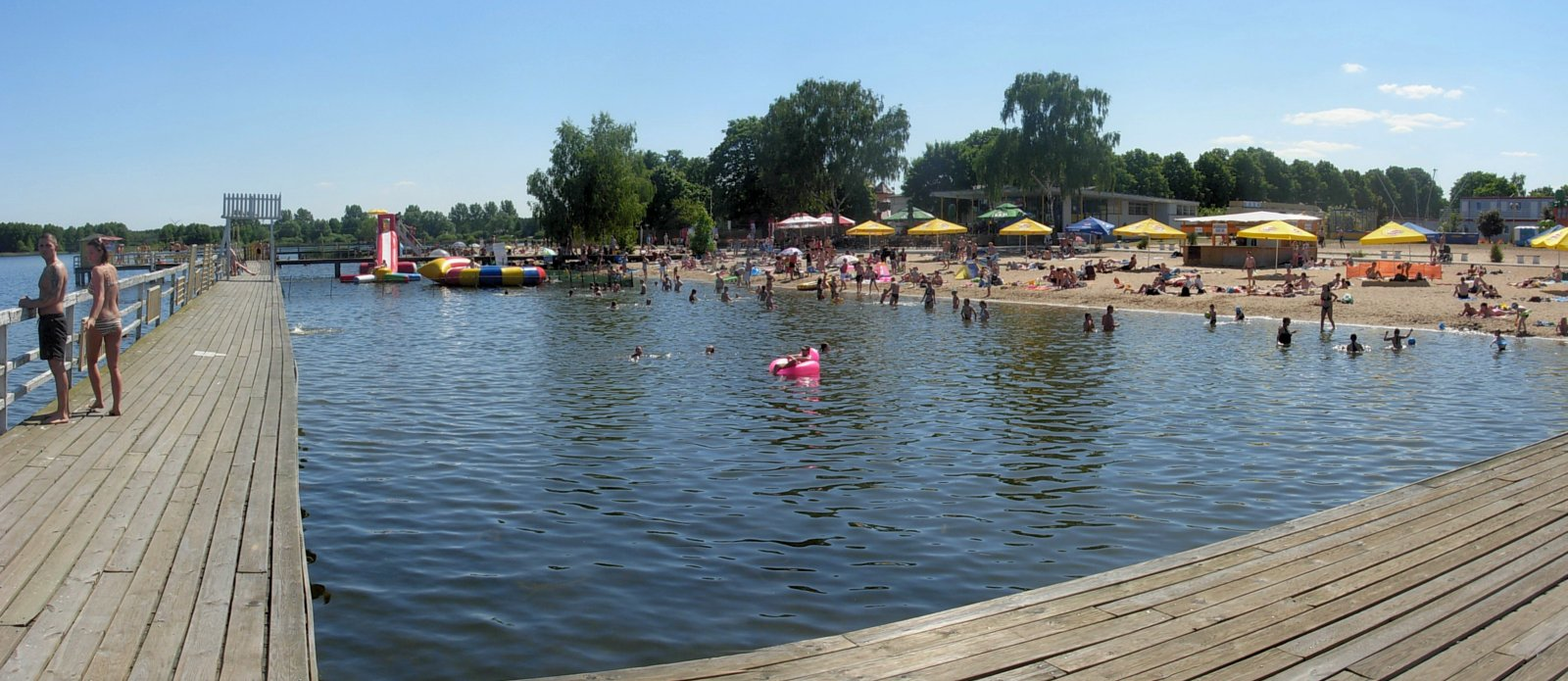
Kąpielisko w Chmielnikach
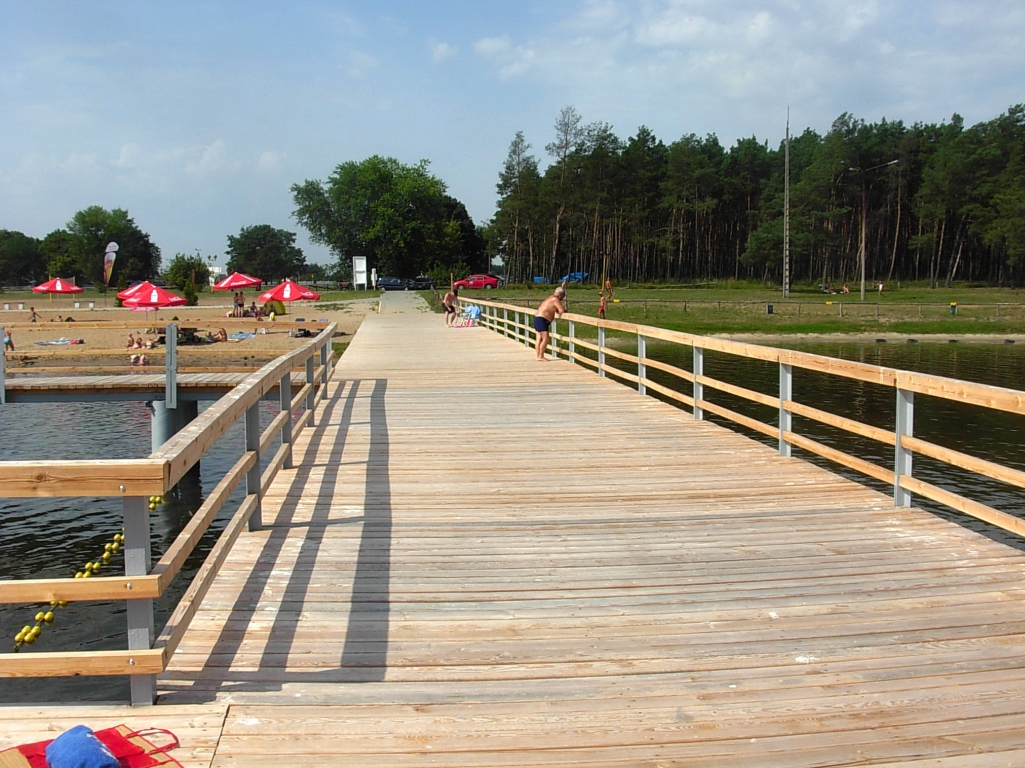
Pomost
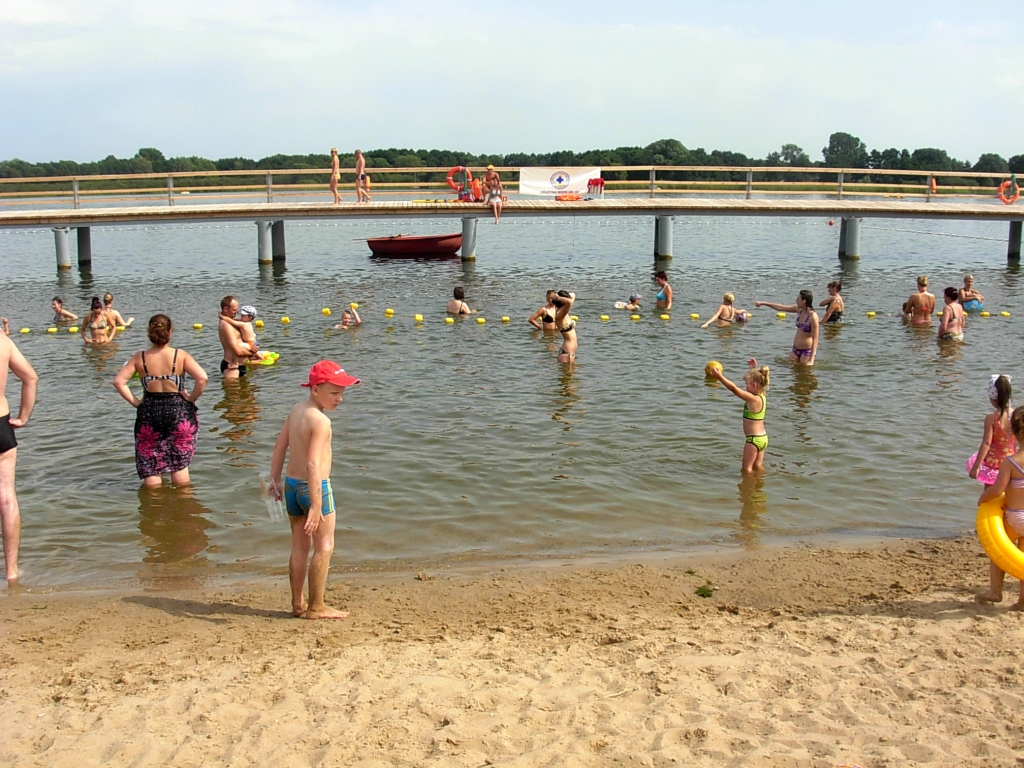
Plaża
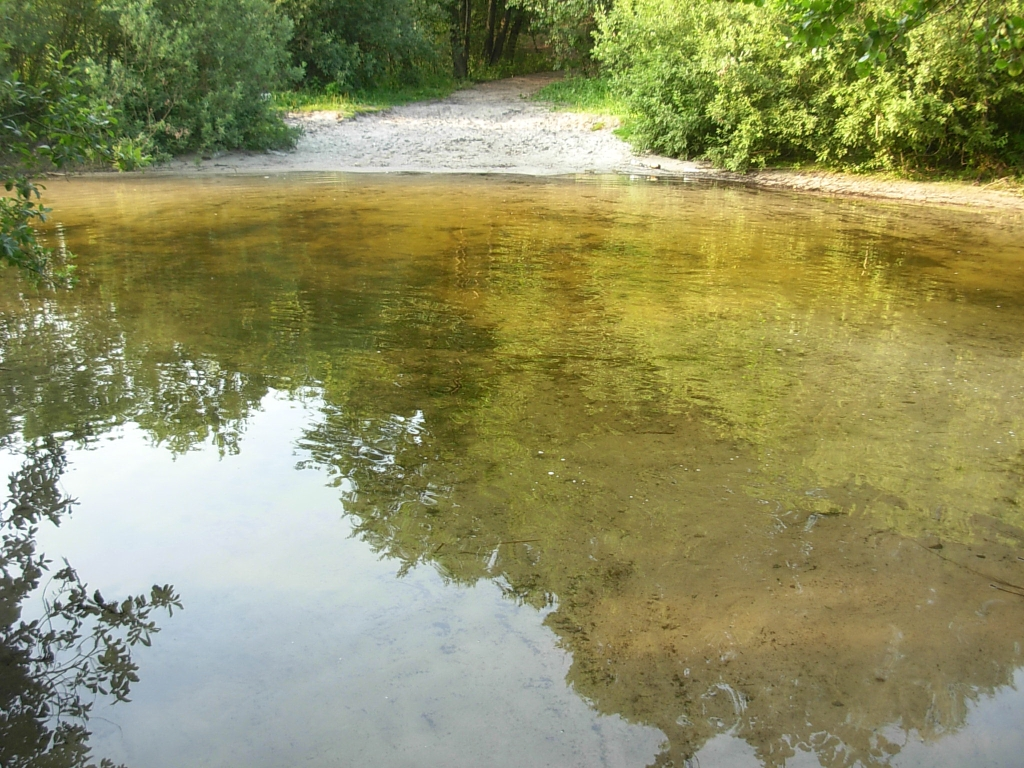
Przesmyk między akwenem głównym a zatoką północno-wschodnią
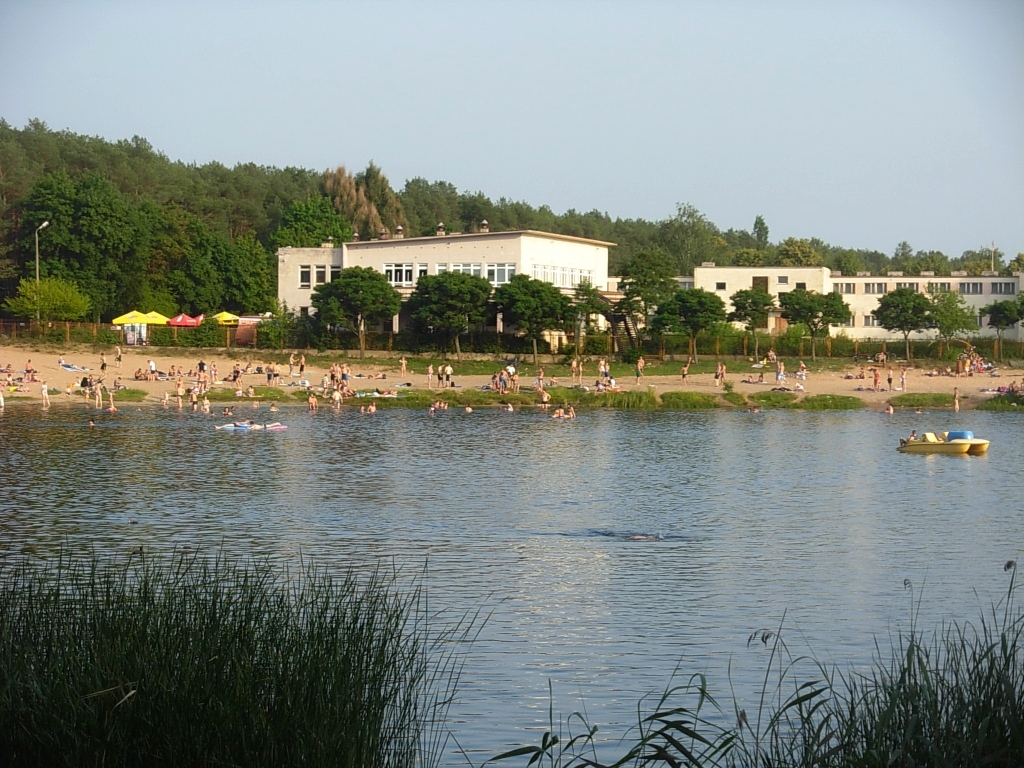
Dawny ośrodek szkoleniowo-wypoczynkowy w Prądocinie
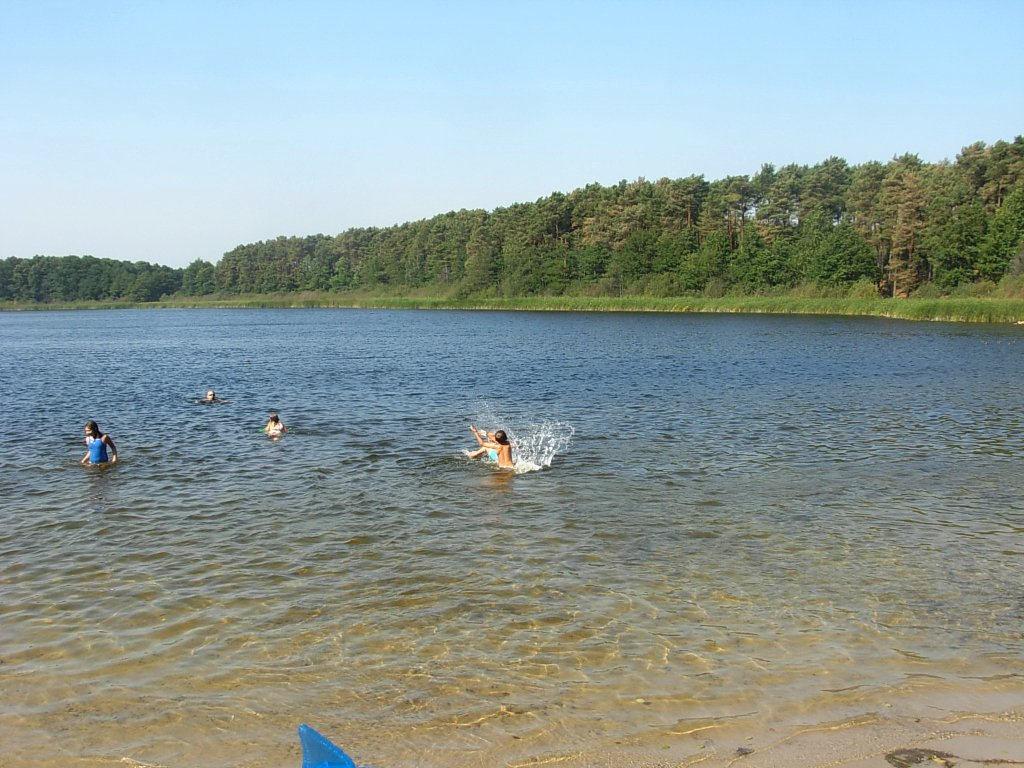
W Pieckach